# Lars Ivarsson
Lars Ivarsson, född 21 oktober 1963 i Västerås, är en svensk ishockeytränare och före detta ishockeyspelare. Från säsongen 2014-2015 är Ivarsson tränare för Örebro HK.

## Biografi
Lars Ivarsson har spelat 50 A-landskamper, 39 B-landskamper och 26 J-landskamper. Han har spelat 494 matcher i Elitserien i ishockey. 
Han deltog i de Olympiska vinterspelen 1988 där Tre Kronor erövrade en bronsmedalj. 1998 blev Lars Ivarsson italiensk mästare i ishockey.
2003 startade Lars Ivarsson sin tränarkarriär genom att ansvara för Västerås ishockeyjuniorer. Han blev 2006 assisterande coach innan han 2008 tog över huvudansvaret i VIK Hockey efter Johan Tornberg. Han blev dock ersatt efterföljande säsong av Fredrik Nilsson. Lars Ivarsson tog sedan över som IK Oskarshamns nya tränare under säsongen 2010/2011, ett uppdrag som dock inte förlängdes inför 2011/2012.
Den 14 juni 2011 presenterades Lars Ivarsson som assisterande tränare under Harald Lückner i Mora IK i Hockeyallsvenskan 2011/2012. Under säsongen övertog han rollen som huvudtränare, då Lückner sparkades. Efter hans säsong i Mora, flyttade Ivarsson till Danmark där han övertog rollen som huvudtränare för Frederikshavn White Hawks i Metal Ligaen. Till säsongen 2014/2015 flyttade han tillbaka till Sverige, för att bli huvudtränare i Örebro HK J20. Efter säsongen presenterades han som assisterande tränare i Örebro HK.

## Klubbar
| - Västerås IK 1978-1984 Division 1 - Brynäs IF, 1984-1988 Elitserien - HV 71, 1988-1993 Elitserien - Västerås IK, 1993-1994 Elitserien - Surahammars IF, 1994-1995 Division 1 - Västerås IK, 1994-1997 Elitserien - Kapfenberg, 1997-1998 Austrian League - KalPa, Kuopio, 1997-1998 SM-Liiga - HC Bolzano, 1998-1999 Serie A - Västerås IK, 2000-2001 Division 2 - Västerås IK, 2001-2002 Division 1 | - Västerås IK J20 (2003/2004-22005/2006) Head Coach - Västerås IK (2006/2007-2008/2009) Asst. Coach - Västerås IK (2008/2009-2009/2010) Head Coach - Västerås IK J20 (2009/2010) Asst. Coach - IK Oskarshamn (2010/2011) Head Coach - Mora IK (2011-2012) Asst. Coach - Mora IK (2011-2012) Head Coach - Frederikshavn White Hawks (2012/2013-2013/2014) Head Coach - Örebro HK J20 (2014/2015) Head Coach - Örebro HK (2015-2016) Asst. Coach |